# AI-82 (Spanje)
De AI-82 of Acceso al Aeropuerto de Asturias is een autovía in Asturië. De stadssnelweg is 2,1 kilometer lang en verbindt de A-8 in Carcedo met de Aeropuerto de Asturias.